# Wapen van Olterterp

Wapen van Olterterp

Het wapen van Olterterp is het dorpswapen van het Nederlandse dorp Olterterp, in de Friese gemeente Opsterland. Het wapen werd in 1995 geregistreerd.

## Beschrijving
De blazoenering van het wapen luidt als volgt:
Doorsneden : I in keel twee afgewende eikentakken, bestaande uit twee bladeren en een eikel van goud; II in goud een driebladerige vlasbloem, de kroonbladeren van azuur, de kelkbladeren van sinopel.
De heraldische kleuren zijn: keel (rood), goud (goud), azuur (blauw) en sinopel (groen).

## Symboliek
- Eikentakken: staat voor de bossen rond het dorp.[3]
- Rood veld: symbool voor de heidegronden.[3]
- Vlasbloem: ontleend aan het wapen van de vooraanstaande familie Van Boelens.[3]
- Gouden veld: verwijzing naar de zandgrond en naar de akkers waar rogge verbouwd werd.[3]

## Zie ook

Vlag van Olterterp